# BICz-14
BICz-14 (ros. БИЧ-14) – radziecki samolot eksperymentalny, konstrukcji Borysa Iwanowicza Czeranowskiego, z połowy lat 30. XX wieku.

## Historia
Na początku lat 30. Borys Iwanowicz Czeranowski zaprojektował samolot bombowy oznaczony jako BICz-10, w typowym dla siebie układzie konstrukcyjnym: maszyny bezogonowej z parabolicznym skrzydłem. Wybudowano model samolotu, który poddano intensywnym dmuchaniom w tunelu aerodynamicznym. W trakcie prowadzonych prac, pierwotny projekt uległ głębokim modyfikacjom, na tyle dużym, iż zmieniono zarówno oznaczenie maszyny na BICz-14 jak i jej przeznaczenie. Miał to być teraz niewielki samolot zdolny do przewozu na swoim pokładzie kilku pasażerów. Dalsze prace nad projektem prowadzone były przez Centralne Biuro Konstrukcyjne. Ukończony prototyp po raz pierwszy wzbił się w powietrze pod koniec 1934 roku. Za jego sterami siedział pilot oblatywacz Julian Iwanowicz Piątkowski. Samolot miał drewnianą konstrukcję, pokrytą sklejką na krawędziach natarcia i płótnem na reszcie poszycia. Napędzany był dwoma silnikami gwiazdowymi z pierścieniami Townenda M-11 i dwułopatowymi śmigłami, zainstalowanymi na krawędzi natarcia płata. Podwozie stałe z tylną płozą. Kadłub tworzyła kabina załogi i pasażerów, płynnie przechodząca w statecznik pionowy z dużym sterem kierunku. Samolot był zdolny do przewozu od trzech do czterech pasażerów.
Już w trakcie oblotu samolotu dostrzeżono niewystarczająco efektywną pracę steru kierunku oraz zbyt mały zapas stateczności w trakcie lotu. Próby maszyny trwały do 1937 roku. W ich trakcie zrealizowano między innymi program badań nowego układu sterowania, składającego się z sześciu płaszczyzn podwieszonych tuż pod krawędzią spływu płata. Dwie z owych płaszczyzn pełniły funkcję lotek, a cztery steru wysokości.